# Päpstliche Approbation
Die päpstliche Approbation ist die Bestätigung des Papstes zu einem zustimmungsbedürftigen Akt. Dies betrifft etwa eine Bischofswahl, die Bestätigung eines Rechtsaktes, der Verbindlichkeit einer kirchenrechtlichen Sammlung oder die Bestätigung eines geistlichen Ordens. Im Rahmen von Konzilien tritt der Papst als abstimmender Bischof auf und bestätigt die Beschlüsse in seiner Funktion als Oberhaupt der katholischen Kirche. Vor der Reformation bedurfte auch die Gründung einer Universität der Zustimmung des Papstes.

## Approbation der Königswahl
Einen Spezialfall stellt in der Mediävistik die Wahlbestätigung eines mittelalterlichen römisch-deutschen Königs durch den Papst dar, die im Folgenden behandelt wird.
Der päpstliche Approbationsanspruch in Bezug auf die römisch-deutsche Königswahl speiste sich vor allem aus der Translationstheorie, wonach das römische Kaisertum im Westen in der Zeit nach 476 vakant war, wenngleich das Römische Reich formal durch Byzanz im Osten weiterhin existierte. Nach kurialer Auffassung ist das westliche Kaisertum im Frühmittelalter auf die Franken und schließlich auf die „Deutschen“ durch den Papst übertragen worden. Damit waren das römisch-deutsche Königtum und das Papsttum eng miteinander verzahnt: Der römisch-deutsche König war bis ins Spätmittelalter der einzig vorstellbare Kandidat für das westliche Kaisertum, dessen Krönung aber der Papst vorzunehmen hatte. Besonders die Päpste des 13. und 14. Jahrhunderts ab Innozenz III. pochten darauf, den neu gewählten römisch-deutschen König in seinem Amt zu bestätigen. Erst danach wäre er im Besitz seiner vollen Amtsgewalt (sogenannte „Approbationstheorie“).
Da dies aber bedeutete, dass der Papst Einfluss auf die Besetzung des deutschen Königtums ausüben konnte, wurde dieser päpstliche Approbationsanspruch von mehreren römisch-deutschen Königen heftig bestritten. Manche römisch-deutschen Könige zeigten ihre Wahl dem Papst zwar an, baten aber nicht um Bestätigung. Andere Könige wiederum (wie etwa Albrecht I.) machten enorme Zugeständnisse, um die Approbation zu erhalten und damit ihre Stellung im Reich zu sichern. Besondere Schärfe gewann der Streit um die päpstliche Approbation in der Zeit Ludwigs IV. (siehe auch Kurverein von Rhense 1338). In der Goldenen Bulle wurde 1356 schließlich festgeschrieben, dass die Wahl des Königs durch die Kurfürsten die einzig maßgebliche Legitimation darstellt. Der Approbationsanspruch verlor anschließend immer mehr an Gewicht, sodass ab dem 16. Jahrhundert auch die Kaiserkrönung durch den Papst nicht mehr als zwingend angesehen wurde.